# Candlelight Records
Candlelight Records – wytwórnia płytowa, z siedzibami w USA i Wielkiej Brytanii. 
Candlelight specjalizuje się w muzyce heavy metal oraz pochodnych. Nakładem wytwórni ukazały się albumy takich wykonawców jak: Insomnium, Opeth, Vader, Emperor, 1349, Wolverine, Zyklon, Stonegard, Subterranean Masquerade, Thine Eyes Bleed, To-Mera Paganize, Seventh Cross, Sigh, Starkweather, Abigail Williams, Age of Silence, Audrey Horne, Blut Aus Nord oraz Crowbar.
W 2016 roku wytwórnię nabyła fińska firma Spinefarm Records.